# Murati
Murati este o arie protejată (arie specială de conservare — SAC, sit de importanță comunitară — SCI) din Estonia întinsă pe o suprafață de 182,5 ha, integral pe uscat.

## Localizare
Centrul sitului Murati este situat la coordonatele 57°34′52″N 27°05′51″E / 57.581°N 27.0974°E.

## Înființare
Situl Murati a fost declarat sit de importanță comunitară în aprilie 2004 pentru a proteja un număr necunoscut de specii din flora spontană și fauna sălbatică aflate în arealul zonei. Situl a fost protejat și ca arie specială de conservare în martie 2007.

## Biodiversitate
Situată în ecoregiunea boreală, aria protejată conține 2 habitate naturale: Lacuri eutrofice naturale cu vegetație de tip Magnopotamion sau Hydrocharition, Mlaștini împădurite.
La baza desemnării sitului se află un număr nedeclarat de specii protejate.